# Neurose
O termo neurose (do grego neuron (nervo) e osis (condição doente ou anormal)) foi criado pelo médico escocês William Cullen em 1787 para indicar "desordens de sentidos e movimento" causadas por "efeitos gerais do sistema nervoso".
Na psicologia moderna, é sinônimo de psiconeurose ou distúrbio neurótico e se refere a qualquer transtorno mental que, embora cause tensão, não interfere com o pensamento racional ou com a capacidade funcional da pessoa. Essa é uma diferença importante em relação à psicose, desordem mais severa.

## História
Na época de Cullen, a classificação das doenças seguia um padrão semelhante ao adotado por Lineu para a classificação das plantas. Havia dez "classes", por exemplo, Vitia, a classe das doenças de pele, Febres, as febres e Phlegmasiae, as febres inflamatórias. Estas classes se dividiam em quarenta e quatro ordens, trezentos e quinze gêneros e cerca de duas mil e quinhentas espécies. Cullen simplificou o sistema, com apenas quatro classes:
- Pyrexiae, as desordens febris
- Neuroses, as desordens dos nervos
- Cachexiae, desordens de modo geral
- Locales, doenças locais

Deste sistema de classificação, as duas classes, Pyrexiae e Neuroses são notáveis, e o mérito cabe inteiramente a Cullen.

## Definição e utilização do termo
Neuroses são quadros patológicos psicogênicos (ou seja, de origem psíquica), muitas vezes ligados a situações externas na vida do indivíduo, os quais provocam transtornos na área mental, física e/ou da personalidade. De acordo com a visão psicanalítica, as neuroses são fruto de tentativas ineficazes de lidar com conflitos e traumas inconscientes. O que distingue a neurose da normalidade é: (1) a intensidade do comportamento e (2) a incapacidade do doente de resolver os conflitos internos e externos de maneira satisfatória.
O conceito de neurose está assim intimamente ligado à teoria nosológica psicanalítica, ou seja, à maneira como a psicanálise explica a origem e o desenvolvimento dos transtornos mentais. Por isso psicólogos oriundos de outras escolas, sobretudo da terapia cognitivo-comportamental, foram levados a criticar o termo: como tais psicoterapeutas não trabalham com os conceitos psicanalíticos, um diagnóstico de neurose não tem para eles nenhum sentido prático. Essa crítica levou a uma modificação dos sistemas de classificação de doenças: os atuais sistemas de classificação dos transtornos mentais abandonaram uma abordagem nosológica e adotaram uma descritiva. Isso significa que os transtornos não são mais classificados pela suposta origem do transtorno (por esta ser controversa), mas por seus sintomas observáveis (por estes serem unânimes). Assim, na nona edição da Classificação Internacional de Doenças (CID-9) havia uma categoria "Neuroses" de transtornos mentais própria, já com a publicação da décima edição (CID-10) em 1994 o termo passou a ser usado apenas descritivamente (e não mais "neuroses", mas "transtornos neuróticos") e não para todas as categorias que ele tradicionalmente designava.
Segundo a CID-9, sob neurose entendem-se os seguintes grupos de transtornos mentais:
- Transtornos fóbicos-ansiosos e outros transtornos de ansiedade;
- Transtorno obsessivo-compulsivo
- Transtorno dissociativo (de conversão)
- Transtornos somatoformes
- Distimia e determinados tipos de depressão
- Neurastenia

S. O. Hoffmann e G. Hochapfel fazem notar que a atual classificação dos transtornos mentais, por ser meramente descritiva, não faz jus à complexidade dos transtornos mentais, reduzindo-os a seus sintomas observáveis. M. Perrez e U. Baumann observam, por outro lado, que, apesar de não corresponderem a essa complexidade, os atuais sistemas representam uma base comum ao diálogo entre as diferentes escolas de psicoterapia.